# Huracanes del Atlántico
O Huracanes del Atlántico é um clube profissional de basquetebol sediado em Puerto Plata, República Dominicana que disputa atualmente a LNB. Manda seus jogos no Polideportivo Fabio Rafael González com capacidade para 4.500 espectadores.

## Títulos

### Liga Nacional de Baloncesto
- - Finalista (1x):2010